# 酒田港
酒田港（さかたこう）は、山形県酒田市にある港湾である。港湾管理者は山形県。港湾法上の重要港湾、港則法上の特定港に指定されている。
定期旅客航路としては飛島との間に離島航路があり、長距離フェリーの誘致活動も行っている。また、海上保安庁第二管区海上保安本部酒田海上保安部があり、PS型巡視船「つるぎ」が配備されている。
鉄道では羽越本線の支線として、日本貨物鉄道（JR貨物）の酒田港駅が設けられている。

## 位置と歴史
酒田港は山形県内を縦断する一級河川である最上川の河口に位置する。港は藤原秀衡の妹とも後室とも言われる徳尼公（とくにこう）が酒田に落ち延びた際に、随伴した家臣36人により開かれたと言われる。その時の家臣が「酒田三十六人衆」と呼ばれ、子孫らは後に酒田を代表する大商人になった。
万治2年（1659年）に出羽国村山郡の幕領米の輸送を請け負った江戸の商人正木半左衛門らにより西廻り航路が開かれ、酒田港は西廻り航路の起点となった。最上川の舟運より運ばれた紅花や米、各地の特産物が北前船に積まれ、日本海から瀬戸内海を廻って、大坂、さらには江戸に運ばれた。
「西の堺、東の酒田」と呼ばれ、「酒田三十六人衆」でもある鐙屋（あぶみや）や本間家は大商人になった。中でも本間家は戦前までは日本一の大地主としても知られており、『本間様には及びもせぬが、せめてなりたや殿様に』と謳われるほどの財力を誇った。最も権勢を誇った本間光丘は、日枝神社の創建や庄内砂丘に防砂林を植林するなど、今日の酒田の基礎を作った。
明治期に入り日本初の木造灯台である酒田灯台が作られるなど発展を続けたが、大正初期に羽越本線が開通したことにより輸送の主力は鉄道に取って代わられた。戦時中の昭和20年にはアメリカ軍によって約９０個の機雷がばらまかれた。昭和20年9月3日、作業中の浚渫船が残存機雷に当たり沈没した事故も起きた。令和2年、海上自衛隊によって不発弾が爆破処理された。この他に約６０個の残存機雷があると推測されている。
戦後、国際港湾に指定され、主にソ連から北洋材を輸入していたが、最上川の河口に位置するため次第に手狭になり、1974年（昭和49年）11月に、大型船舶への対応や港の国際化さらに企業誘致を目的として、宮海地区の砂浜を埋め立てて酒田北港が開港した。しかし、臨海工業地区に誘致した住軽アルミニウム工業（住軽アルミ）がオイルショックなどの影響で操業から僅か5年で撤退するなど不遇が続いた。
1992年（平成4年）5月には酒田港からアムール川を遡って中国黒竜江省ハルビンに到るユニークな国際航路「東方水上シルクロード」を開設。専用船「木蘭」により中国東北部から穀物を輸入している。さらに1995年（平成7年）には、韓国釜山とのコンテナ航路も開かれ順調に取り扱いが増加している。
2003年（平成15年）、リサイクルポートの一つに指定され、リサイクル工場の集積を図り、循環型社会の拠点にすべく注力を始める。
2014年（平成26年）4月、花王が大浜地区に立地する酒田工場に新設した紙おむつ製造工場がフル生産を続け、国際コンテナ取扱量が急増したことなどを踏まえ、県が進めた高砂埠頭のコンテナヤードを1.3倍に拡張する工事が完了し、2016年（平成28年）11月から供用を開始。さらに国と県によるコンテナ船の2隻同時着岸を可能とするための高砂埠頭の岸壁延伸とコンテナヤード拡張の工事も完了し、2020年（令和2年）8月29日から供用が始まった。

## 年表

酒田港と酒田市中心部周辺の空中写真。最上川河口の右岸に酒田の町は形成されている。1976年撮影の14枚を合成作成。
。

- 1189年　源頼朝によって滅ぼされた藤原秀衡の妹とも後室とも言われる徳尼公（とくにこう）が家臣36人とともに酒田市前森山に落ちのびる。徳尼公没後、遺臣は地侍となって酒田湊を開く。
- 1672年　河村瑞賢により西回り航路を開かれる。
- 1689年　俳人松尾芭蕉が酒田を訪れ、『暑き日を 海に入れたり 最上川』の句を詠む。
- 1813年　船頭衆や廻船問屋の寄進で、港の入り口に常夜灯が建てられる。
- 1884年　酒田港の改修が始まる。
- 1885年　国策会社である日本郵船が誕生。国際航路3路線、国内航路11路線の命令航路を就航。うち1路線が酒田に寄港（神戸港－小樽港線:週1往復。下関港、境港、敦賀港、伏木港、直江津港、新潟港、酒田港、土崎港、函館港に寄港。時宜により、寿都港、江差港にも寄港）。
- 1888年　越佐汽船（現：佐渡汽船）が新潟港 - 酒田港路線を就航。毎日1往復。
- 1895年　宮ノ浦地区に、木造では日本最古の灯台である木造の白い六角灯台が立てられる。この灯台は後に日和山公園に移設され、通称「日和山灯台」として現存している。
- 1914年　酒田で初めての鉄道路線となる陸羽西線が酒田まで開通し、酒田港に貨物駅として最上川駅（現・酒田港駅）開業。1918年には羽越本線が酒田まで開通。これ以降、輸送の主力が海運から鉄道に変わる。
- 1926年　国立倉庫が作られる。
- 1929年　港湾協会の定める第2種重要港湾に指定。
- 1938年　鉄興社（現：東北東ソー化学）が大浜臨海工業地帯に工場を建設、操業を開始。
- 1940年　花王酒田工場の前身となる日本有機酒田工場が操業を開始[13][14]。
- 1943年　初の造船会社となる国策会社「山形造船」ができる。
- 1946年　酒田港の近代化を求める「酒田港湾維持連盟」が結成される。
- 1948年　関税法に基づく開港に指定される。
- 1951年　港湾法に基づく重要港湾に指定される。
- 1952年　入国管理令による指定港となる。
- 1957年　木材輸入港の指定。翌1958年、木材を積んだソ連船の初入港。
- 1962年　10,000トン岸壁の竣工。
- 1966年　国の港湾整備計画の中に、酒田北港を設置する「酒田臨海地域開発計画」が盛り込まれる。
- 1970年　酒田北港の建設工事が始まる。
- 1970年　底質に基準を超える水銀が検出されたので浚渫を行う。
- 1974年　酒田北港が開港。古湊ふ頭第3岸壁が完成し、第1船が入港。
- 1977年
  - 1月 酒田北港に住軽アルミニウム工業（住軽アルミ）酒田工場が完成、操業を開始[15]。　
  - 10月 酒田北港に酒田共同火力発電所が完成、発電が始まる[15]。
- 1982年　住軽アルミ酒田工場が進出5年で工場閉鎖。酒田北港開発が大きく暗礁に乗り上げる。
- 1984年　-13m岸壁が完成。
- 1989年　酒田港と飛島の間に、日本初の双胴船「ニューとびしま」が就航。
- 1992年
  - 5月 酒田港からアムール川を経て中国黒竜江省ハルビン市を結ぶ「東方水上シルクロード」が開設される。
  - 8月 酒田港開港500年記念式典を挙行[7]。
- 1993年　「東方水上シルクロード」専用船となる貨物船「木蘭号」が初入港。
- 1994年　家畜伝染病予防法に基づく輸入指定港に指定。
- 1995年　韓国釜山との間にコンテナ航路が開設される。
- 1997年　山形自動車道が酒田ICまで開通。仙台から酒田港まで2時間あまりで結ばれるようになった。
- 1999年　酒田北港に酒田港のシンボルとして展望施設を兼ねた、現在の酒田灯台を設置。
- 2000年　「酒田港多目的国際ターミナル」供用開始。ガントリークレーンが設置され、コンテナ荷役が迅速化される。「酒田港フェリー誘致協議会」設立。
- 2001年　山形自動車道酒田みなとICが開通し、酒田港から高速道へすぐにアクセスが可能となる。
- 2002年　「ニューとびしま丸発着所」がリニューアルオープン。暫定水深7.5mの耐震強化岸壁の供用開始。
- 2003年　リサイクルポートに指定。「さかた海鮮市場」オープン。
- 2004年　日本初の洋上風力発電所「サミットウインドパワー酒田発電所（現：JRE酒田風力発電所）」が酒田北港に完成、発電を開始。
- 2008年　韓国航路1便を減便。
- 2010年　老朽化した「ニューとびしま」に代わり「とびしま」が就航。
- 2011年 国土交通省が日本海側拠点港に指定[16]。
- 2015年
  - 5月 中国航路が復活[17]。
  - 6月 国際定期コンテナが週6便化[18]。
- 2016年
  - 11月 新たにコンテナヤード3ヘクタールを拡張する工事が終了。供与開始[19]。
- 2017年
  - 1月 社団法人日本港湾協会の「ポート・オブ・ザ・イヤー2016」に選出[20]。
  - 4月 酒田港古湊ふ頭の一部約450メートルに、船との緩衝材となる防舷材22基、大型客船をつなぐことができる係船柱14基を整備。外国籍大型クルーズ船の係留が可能になった[21]。
  - 8月 初めてとなる外国船籍クルーズ船「コスタ　ネオロマンチカ」が寄港[22]。
- 2018年
  - 2月 県港湾事務所が酒田港における2017年の国際コンテナ貨物量が前年比19.9%増の2万8365個（20フィートコンテナ換算）となり、4年連続で過去最高を更新したと発表[23]。
  - 3月 酒田港高砂ふ頭に荷さばき機能の効率化を目的とした管理上屋とトラックゲートが完成[24]。
- 2020年　国と県が高砂埠頭で整備を進めてきた岸壁延伸とコンテナヤード拡張の工事が完了し、供用が開始。
- 2022年　酒田港東ふ頭交流施設「SAKATANTO」がオープン[25]。
- 2024年　国土交通省が港湾法に基づく海洋再生可能エネルギー発電設備等拠点港湾に指定[26]。

## 定期旅客航路（船場町）

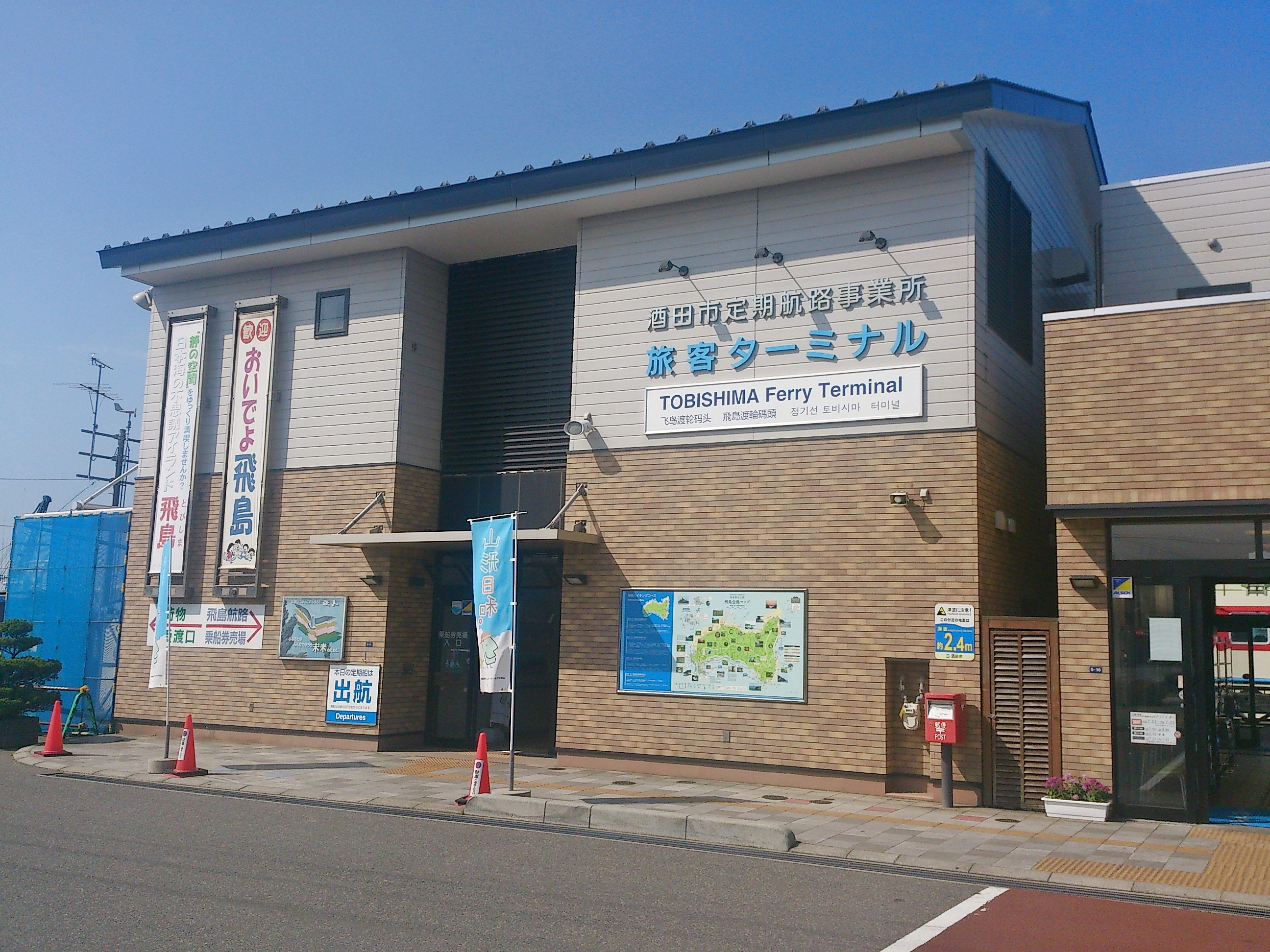
酒田市定期航路事業所旅客ターミナル。ここから旅客船「とびしま」が発着している。

- 飛島航路  「とびしま」（1日1便～3便）　所要時間1時間15分

## 定期国際コンテナ航路（高砂地区）
※荷役は、ガントリークレーン二基で対応。

## 油槽所（大浜地区）
- 東西オイルターミナル（新日本石油とコスモ石油の均等出資の油槽所管理会社）酒田油槽所
  - 新日本石油精製室蘭製油所からタンカー輸送し、主に庄内地区に供給。